# هپتوباربیتال
هپتوباربیتال (انگلیسی: Heptobarbital) یک مشتق باربیتورات است.